# Dracophyllum fitzgeraldii
Dracophyllum fitzgeraldii är en ljungväxtart som beskrevs av Ferdinand von Mueller. Dracophyllum fitzgeraldii ingår i släktet Dracophyllum och familjen ljungväxter. Inga underarter finns listade i Catalogue of Life.